# البانوقة بنت المهدي
البانوقة بنت المهدي محمد بن المنصور عبد الله ابن محمد بن علي بن عبد الله بن العباس، أخت هارون الرشيد، وأمهما الخيزران.
توفيت في حياة والديها، ورثاها سلم الخاسر بأبيات أوردها صاحب الأغاني يقول فيها: